# 랄마정전
《랄마정전》(중국어 간체자: 辣妈正传, 정체자: 辣媽正傳, 병음: Là mā zhèng zhuàn 라마정좐[*], 영어: Hot Mom! 핫 맘![*])은 중국의 텔레비전 드라마이다.

## 소개
- 혼전 임신 때문에 어쩔 수 없이 결혼한 젊은 샤빙이 결혼과 양육의 스트레스를 벗어나기 위해 노력하는 과정에서 점차 '슈퍼 맘'으로 변해가는 모습을 그린 드라마

## 등장 인물
- 쑨리 - 샤빙(夏冰) 역
- 장역 (张译) - 위안보(元宝) 역
- 밍다오 (Matthew Lin) - 바오솨이(鲍帅) 역
- 우쥔메이 - 리무쯔(李木子) 역
- 장신광 (Morni Chang) - 뤄톈(洛天) 역